# Polêmio (cônsul em 338)
Flávio Polêmio (em latim: Flavius Polemius) foi oficial romano do século IV, ativo durante o reinado dos imperadores Constantino II (r. 337–340), Constante I (r. 337–350) e Constâncio II (r. 337–361). Em 338, foi cônsul posterior com Urso. Em 345, era um conde de Constâncio e foi um daqueles que escreveram a Atanásia encorajando-o a voltar para Alexandria.